# راکفلر
راکفلر یک نام خانوادگی است که ممکن است به موارد زیر اشاره کند:

## خانواده راکفلر
- جان دیویس راکفلر سینیر. (۱۸۳۹–۱۹۳۷), بنیان‌گذار استاندارد اویل و میلیاردر
- دیوید راکفلر (۱۹۱۵–۲۰۱۷), نسل سوم، بانکدار و دولتمرد
- جی راکفلر (متولد ۱۹۳۷), نسل چهارم، سناتور دمکرات سابق از ویرجینیای غربی

## نهادها
- صندوق برادران راکفلر، خیریه اصلی نسل سوم
- راکفلر سنتر، از مجموعه‌های ساختمانی بزرگ در نیویورک
- بنیاد راکفلر، سازمان خیریه اصلی خانواده
- دانشگاه راکفلر، از دانشگاه‌های خصوصی پژوهشی در نیویورک